# أليخاندرو مونيوث-ألونسو
أليخاندرو مونيوث-ألونسو هو محامي وسياسي إسباني، ولد في 11 يناير 1934 في شلمنقة في إسبانيا، وتوفي في 24 يناير 2016 في مدريد في إسبانيا. في الانتخابات العمومية الإسبانية 1996 ‏، انتخب عضو مجلس النواب الإسباني ‏ عن دائرة مدريد ‏ خلال فترته النيابية ‏ (25 مارس 1996 – 5 أبريل 2000) وفي الانتخابات العمومية الإسبانية 1993 ‏، انتخب عضو مجلس النواب الإسباني ‏ عن دائرة مدريد ‏ خلال فترته النيابية ‏ (17 يونيو 1993 – 9 يناير 1996) وفي الانتخابات العامة الإسبانية 1989 ‏، انتخب عضو مجلس النواب الإسباني ‏ عن دائرة مدريد ‏ خلال فترته النيابية ‏ (15 نوفمبر 1989 – 29 يونيو 1993).